# کیت فلانری
کیت فلانری (انگلیسی: Kate Flannery؛ زادهٔ ۱۰ ژوئن ۱۹۶۴) هنرپیشه اهل ایالات متحده آمریکا است. از آثار او میتوان به بازی در مجموعه تلویزیونی اداره و فیلم بختت رو شماره‌گیری کن اشاره کرد.